# Premont (Teksas)
Premont – miasto w Stanach Zjednoczonych, w stanie Teksas, w hrabstwie Jim Wells.